# Oudezijds Kolk
Oudezijds Kolk est un canal du centre d'Amsterdam, dans le quartier de De Wallen.
Le canal part de Prins Hendrikkade, sur l'ancien front de mer, traverse Zeedijk et aboutit dans le prolongement de Oudezijds Achterburgwal. Il est longé par un unique quai, réservé aux piétons.
Par l'écluse dite Kolksluis (pont n° 302), construite au XVe siècle, il servait de canal de drainage en rejetant ses eaux dans l'IJ.

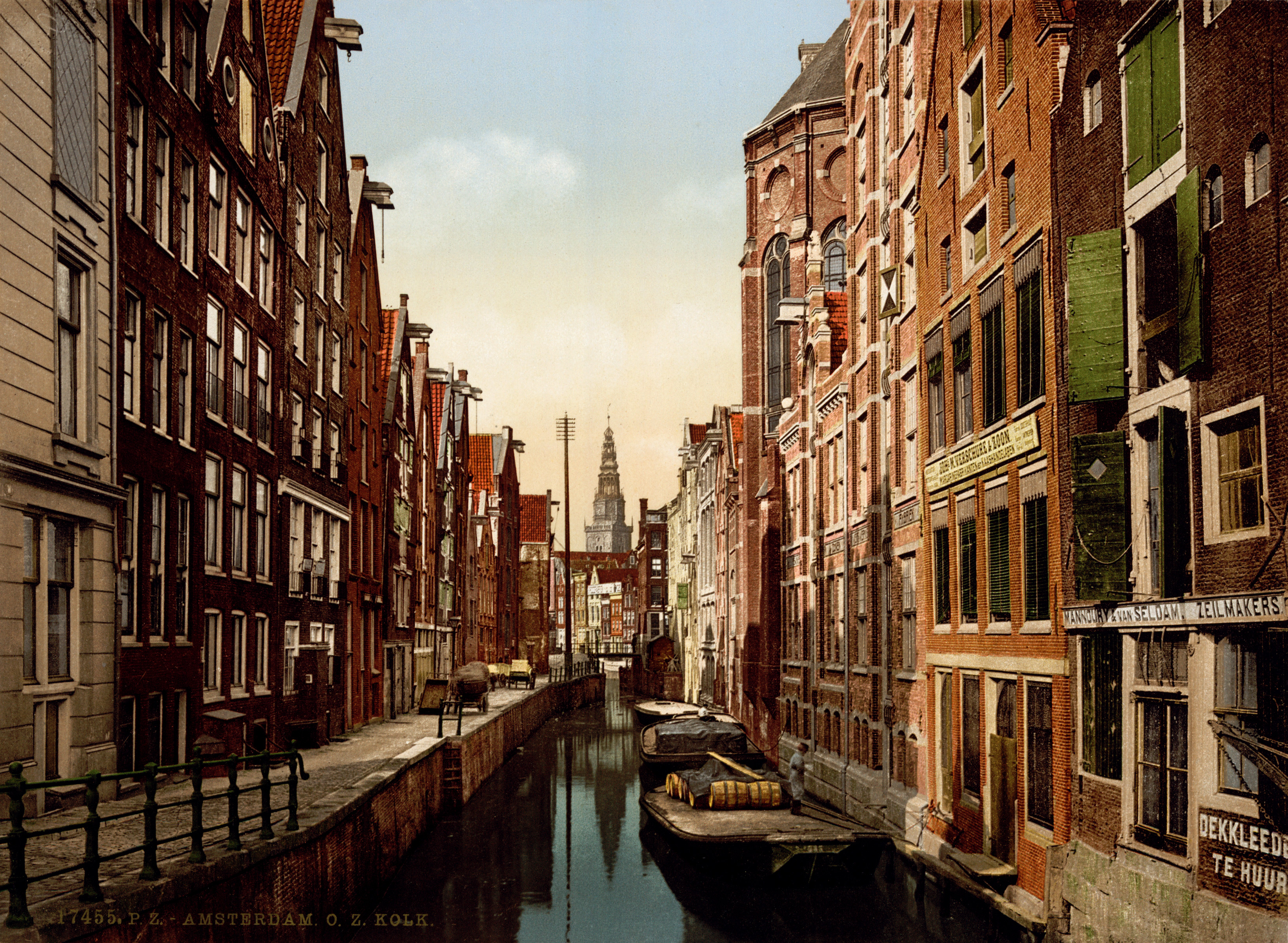
Vue d'OZ Kolk depuis le Nord, en 1901

Son nom est souvent abrégé en OZ Kolk, et il est traditionnellement appelé « Het Kolkje » (le petit Kolk).
Du Nord au Sud, on y trouve notamment les rijksmonuments suivants :
- Une tour d'enceinte de la ville (au croisement de Geldersekade
- Le Gebouw Batavia
- La fabrique de peinture et vernis H. Vettewinkel et fils
- Le chevet de l'église Saint-Nicolas (Sint-Niklaaskerk)